# Chocolat militaire suisse
Le chocolat militaire (allemand : Militärschokolade ; italien : cioccolato militare ; romanche : tschigulatta da militar) est une variante de chocolat suisse utilisée au sein de l'Armée suisse. Le chocolat militaire a été officiellement appelé ration de secours (allemand : Notportion, italien : razione di soccorso, romanche : raziun da reserva).

## Histoire
Le chocolat, dont l'industrie s'est développée en Suisse dès le début du XIXe siècle, de par sa haute valeur nutritive, sa facilité à transporter et à préparer, est idéal en tant que provision militaire. En 1870, Suchard fait tester dans plusieurs casernes une poudre de chocolat pour le petit déjeuner. Alors surtout consommée par les femmes et les enfants, son usage se répand chez les hommes incorporés dans l'armée suisse lors de la Première Guerre mondiale, lorsque les chocolateries sont mobilisées pour l'approvisionnement des troupes.

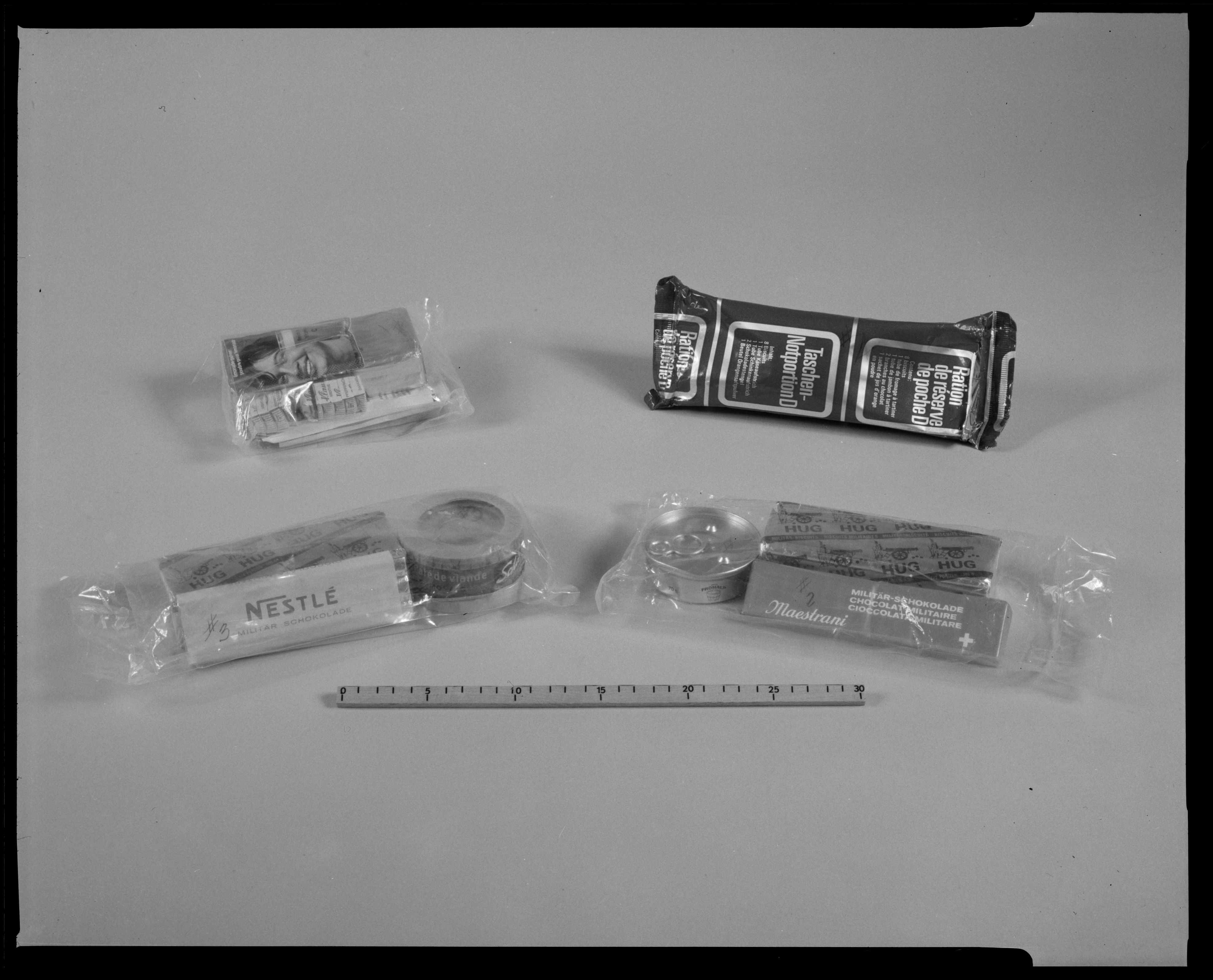
Ration de réserve de poche D élaborée en 1967 avec chocolat militaire Maestrani et Nestlé.
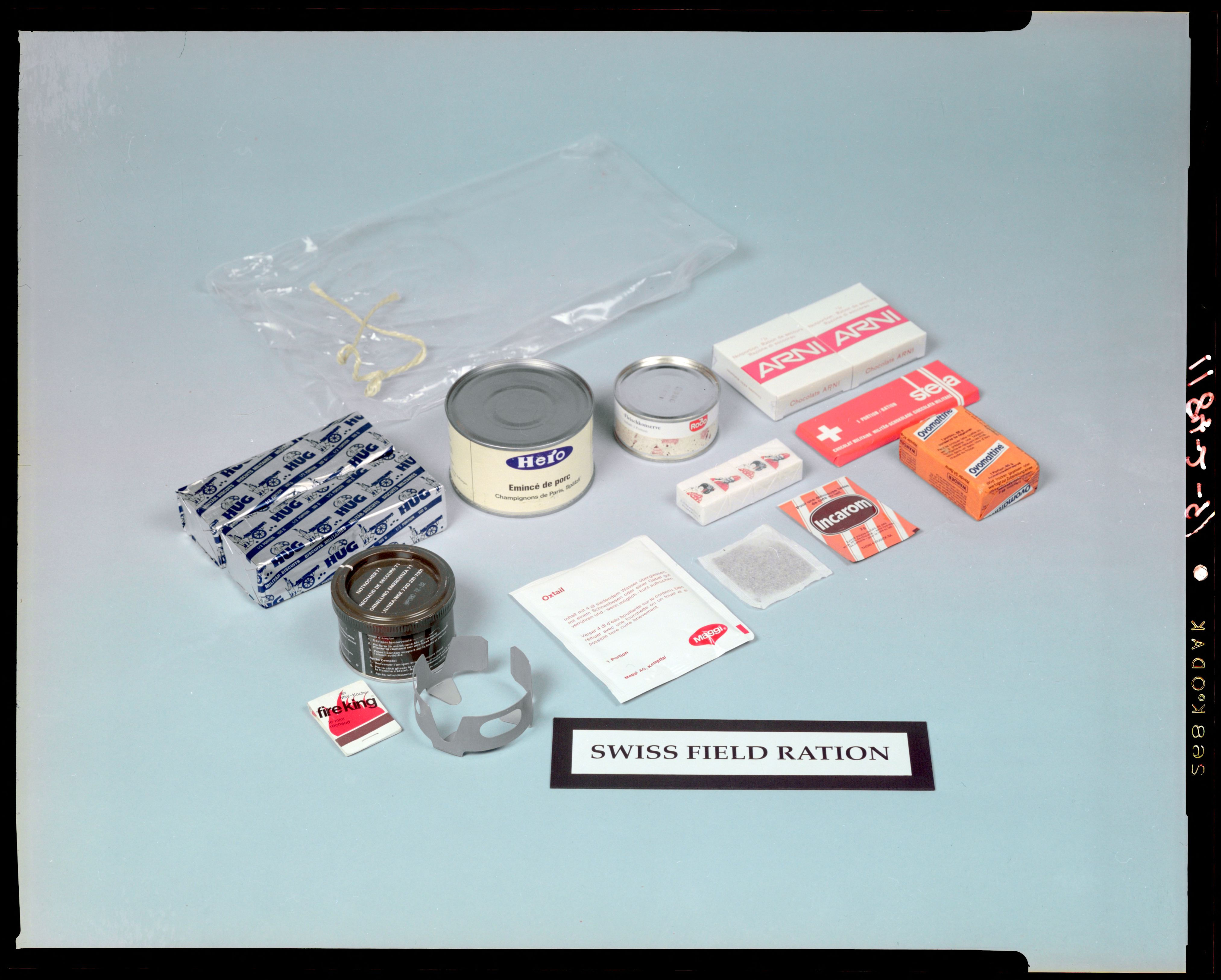
Ration militaire de l'armée suisse (1979), avec une conserve Hero, paquets de biscuit militaire de l'Armée suisse, du chocolat militaire suisse Stella et de l'Ovomaltine.
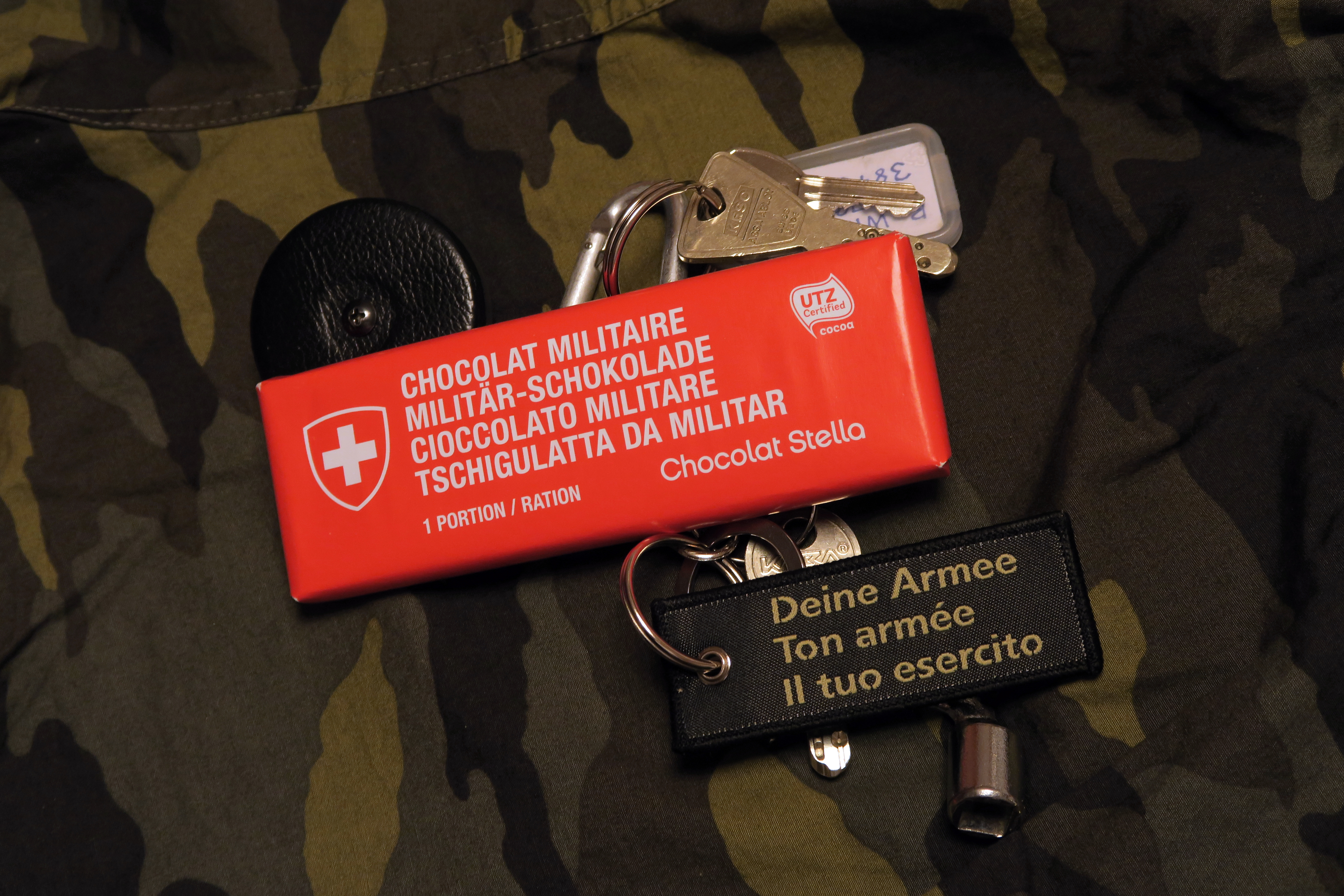
Version plus récente du chocolat militaire suisse (50 g)
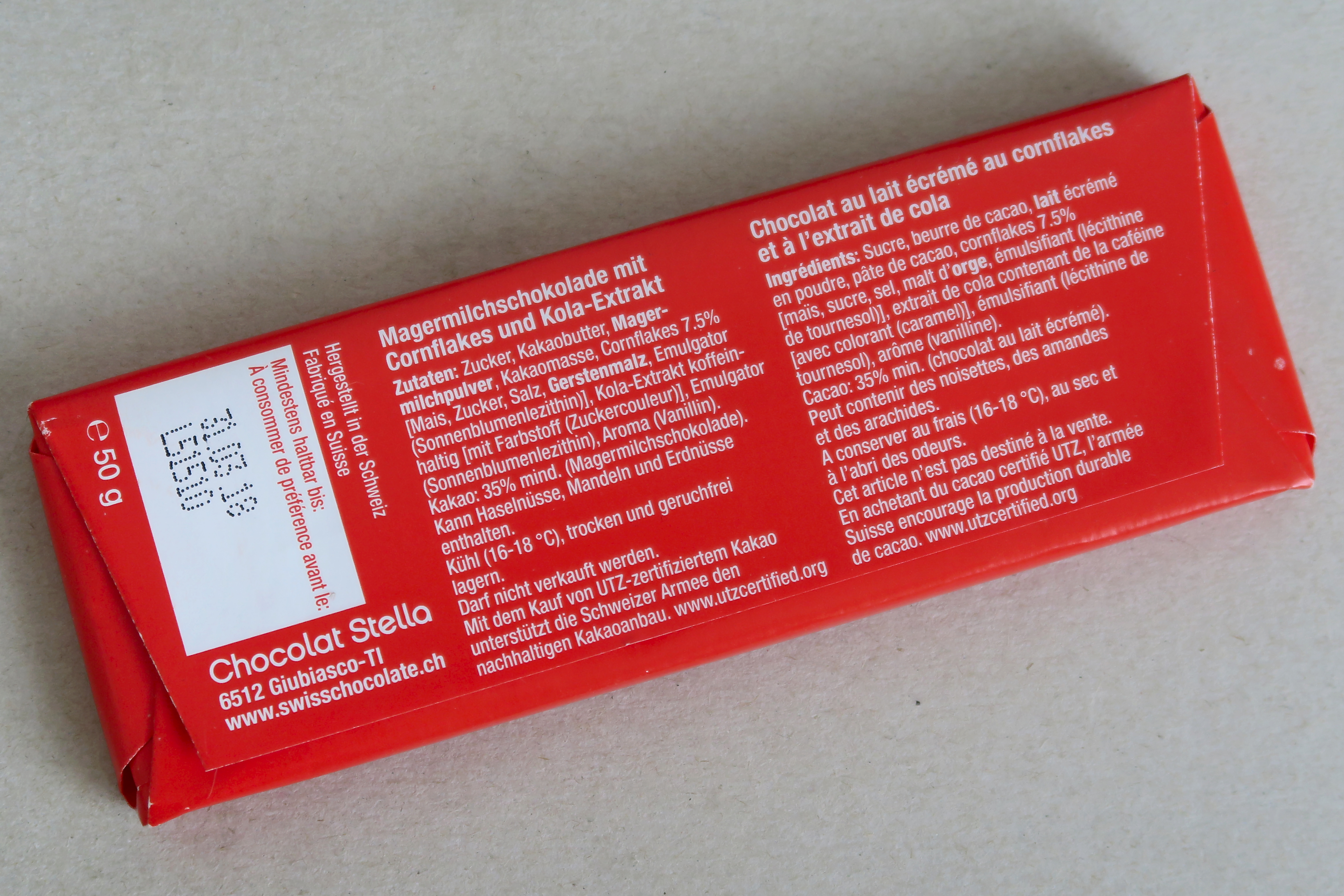
Description des ingrédients au dos l'emballage.
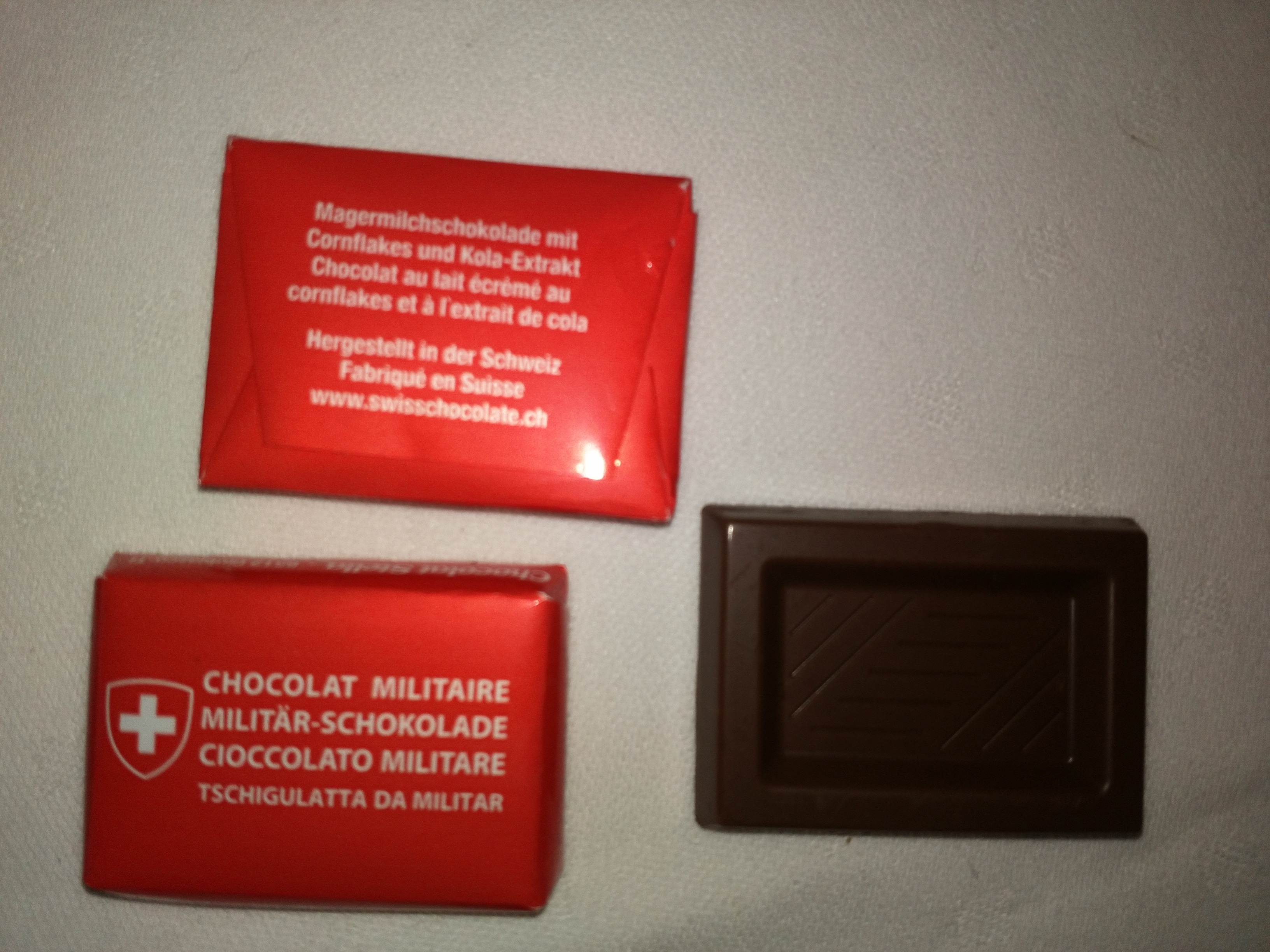
Chocolat militaire Napolitains.

## Marque protégée
En avril 2016, sur demande de l'Office fédéral de l'armement (Armasuisse) le tribunal de commerce du canton de Berne interdit à l'entreprise Star Trade la commercialisation sans licence de chocolats sous la marque « Swiss Army » (marque déposée en 2013).